# Uffie
Anna-Catherine Hartley, känd under artistnamnet Uffie, född 9 december 1987 i Miami, Florida, är en amerikansk musiker och sångerska inom genrerna electropop, alternativ dans, nu-disco, pop och hiphop som är baserad i Paris. Uffie började släppa sin musik på Myspace 2005 och hennes första singel, Pop the Glock gavs ut 2006 på Ed Banger Records.